# Remigiusz Włodarczyk
Remigiusz Włodarczyk (ur. 6 listopada 1976 w Opolu) – strzelec sportowy, myśliwy, najbardziej utytułowany polski zawodnik w strzelaniach kulowo-śrutowych (Combined Game Shooting).
Zawodnik klubu WKS Śląsk Wrocław (od 2004r.) Specjalizuje się w strzelaniach śrutowo-kulowych. Członek reprezentacji narodowej. Posiadacz najwyższego wyróżnienia w strzelectwie myśliwskim - diamentowego wawrzyna strzeleckiego.

## Opis
Kilkunastokrotny medalista mistrzostw Polski w trapie olimpijskim, myśliwskich strzelaniach kulowo-śrutowych, Compak Sportingu i Sportingu. Pięciokrotny medalista mistrzostw Europy.
Rekordzista Polski w strzelaniach kombinowanych 767/800 pkt. Jeden z czołowych zawodników w światowych rankingach FIOCCHI w tej dyscyplinie. Mistrz Polski indywidualnie i drużynowo w Compak Sportingu i Sportingu. Drużynowy Mistrz Polski 2010 w trapie olimpijskim.
Instruktor strzelectwa sportowego i strzelectwa myśliwskiego oraz sędzia. Członek kilku kół łowieckich. Prezes Koła Łowieckiego nr 1 Szarak w Kluczborku.

## Mistrzostwa Europy

### Indywidualnie
| 2008 Katowice  | – | strzelanie śrutowe        | - | brązowy medal |
| 2009 Rzym      | – | strzelanie śrutowe        | - | złoty medal   |
| 2009 Rzym      | – | strzelanie kulowo-śrutowe | - | srebrny medal |
| 2011 Budapeszt | – | strzelanie kulowo-śrutowe | - | brązowy medal |

### Drużynowo
| 2008 Katowice | – | strzelanie śrutowe | - | srebrny medal |